# 約赫姆·多貝爾
約赫姆·多貝爾（荷蘭語：Jochem Dobber，1997年7月8日—），荷蘭田徑運動員，他代表荷蘭隊參加了日本舉行的2020年夏季奧林匹克運動會，並且在男子4×400米接力比賽上獲得銀牌。